# Around the World (песня Daft Punk)
«Around the World» — песня французского электронного дуэта Daft Punk с их дебютного альбома Homework (1997). В том же году,  через несколько месяцев  после выхода альбома, песня была издана отдельным синглом.
Песня достигла 5 места в Великобритании (в национальном чарте синглов) и 61 места в США (в «Горячей сотне» журнала «Билборд»).

## Сюжет песни
В композиции звучит только одна фраза — «Around the world» («Вокруг света»), она повторяется 144 раза.

## Видеоклипы
Режиссёр видеоклипа — Мишель Гондри.

## Примечание
1. 1 2 3 4  Around The World by Daft Punk Songfacts. Songfacts®, LLC. Дата обращения: 3 июня 2017. Архивировано 30 мая 2017 года.